# 三郷村 (富山県)
三郷村（さんごうむら）は、かつて富山県中新川郡にあった村。

## 沿革
- 1926年（大正15年）12月10日 - 中新川郡東三郷村及び西三郷村が合併して、中新川郡三郷村が発足する。
- 1954年（昭和29年）4月1日 - 中新川郡水橋町、上条村及び三郷村が合併して、中新川郡水橋町が発足する。

## 歴代村長
出典→
1. 正木善一郎（1926年12月10日 - 、暫定期間）
2. 正木善一郎（1927年2月 - 、公選初代）
3. 正木善一郎（1930年5月 - ）
4. 小又幸井（1931年4月 - 、事務管掌）
5. 佐々木義高（1932年3月 - ）
6. 高瀬陣治（1936年6月 - 7月退職）
7. 小又幸井（1936年11月 - 、事務管掌）
8. 佐々木義高（1936年11月 - ）
9. 佐々木義高（1940年11月 - 、再選）
10. 高瀬陣治（1941年1月 - ）
11. 大崎忠夫（1941年6月 - ）
12. 大崎忠夫（1945年6月 - ）
13. 大崎忠夫（1946年12月 - 、退職）
14. 広井文作（1947年4月 - 、普通選挙第1回）
15. 尾野峯治（1951年4月 - 、合併まで）